# 記憶捜査〜新宿東署事件ファイル〜
『記憶捜査〜新宿東署事件ファイル〜』（きおくそうさ しんじゅくひがししょじけんファイル）は、2019年からテレビ東京系「金曜8時のドラマ」で放送されている刑事ドラマシリーズ。主演は北大路欣也。
本項での「S」はシーズン、「SP」はスペシャルを表す。
作品の時間軸は、S1 → SP1 → S2 → SP2 → S3 → SP3
シーズン1は2019年1月18日から3月1日まで放送された。
2020年7月27日の21時 - 22時48分に、単発のスペシャルドラマとして、「月曜プレミア8」枠で放送された。
2020年10月23日から12月4日まで、シーズン1と同じ「金曜8時のドラマ」枠でシーズン2を『記憶捜査2〜新宿東署事件ファイル〜』（きおくそうさツー しんじゅくひがししょじけんファイル）と題して放送された。
2022年11月4日から12月16日まで、シーズン1・シーズン2と同じ「金曜8時のドラマ」枠でシーズン3を『記憶捜査3〜新宿東署事件ファイル〜』（きおくそうさスリー しんじゅくひがししょじけんファイル）と題して放送。

## あらすじ
1年前、定年間近となっていた新宿東警察署刑事課捜査一係の刑事である鬼塚一路は、新宿界隈の早稲田通りで殺人事件が発生したとの一報で現場に急行する。新宿管内のすべての道を把握している鬼塚は抜群の記憶力と捜査能力により容疑者を逮捕するが、その際に容疑者に刺されてしまい両足の機能を失ってしまう。車椅子生活を余儀なくされた鬼塚ではあったが、1年後にはその卓越した記憶力と捜査能力を高く買っていた新宿東警察署に司法係長として再任用された。鬼塚が、新宿西警察署地域課地域総務係から新宿東警察署刑事課司法係に配属となった遠山咲と任務に当たっている最中、元警視庁刑事部捜査第一課の管理官であった神啓太郎が新宿東警察署に刑事官として送り込まれてきた。鬼塚は、事件を担当した捜査官が自殺として処理していた案件が気になり、遠山、神とともに調査を始める。

## 登場人物

### 警視庁新宿東警察署

#### 刑事課司法係
鬼塚一路（おにづか いちろ）
演 - 北大路欣也（幼少期：牛尾竜威〈S1第4話・第6話〉 / 番家天嵩〈S3最終話〉）
経歴：警視庁新宿東警察署（31年前）
→ 警視庁刑事部捜査第一課
→ 警視庁新宿東警察署刑事課捜査一係（S1第1話）
→ 警視庁新宿東警察署刑事課司法係（S1 - ）
階級：巡査部長 → 警部補
係長。新宿生まれ。栗田から「鬼さん」と呼ばれている。
1年前まで新宿東警察署に刑事として勤務していた（S1第1話序盤）。定年前の事件で通り魔の田沼行雄に襲われそうになった森千夏を守り刃物で刺されたことで両足の機能を失い車椅子生活になる。1年間の治療とリハビリ後に未解決案件の多さを憂慮した新宿東警察署に再任用される。卓越した記憶力を誇り、この記憶力が事件推理への大きな武器となる。
大橋幹
演 - 谷本貴彦
経歴：警視庁新宿東警察署刑事課庶務係（S1 - SP3）
→ 警視庁新宿東警察署刑事課司法係（SP3）
刑事課庶務係。巡査長。車椅子生活となった鬼塚の世話係として他の所轄から異動してくる。鬼塚とは前の所轄で一緒だった。遠山咲の異動に伴い、空いた新宿東警察署刑事課司法係に異動。

#### 刑事課捜査一係
栗田史郎（くりた しろう）
演 - 石黒賢
係長。階級は警部補。
鬼塚とは旧知の仲で、刑事時代の彼の腕を認めているが、内勤になった今でも、細かい案件や事件性無しで処理したい案件などにこだわる鬼塚を多少面倒だと思っている節もある。いつも飄々としており、ムードメーカー的存在。鬼塚から「栗さん」と呼ばれている。
山崎清（やまざき きよし）
演 - 内田朝陽
刑事。階級は巡査部長。私服警官。少々粗暴な面はあるが、情には厚い。本多から「ザキさん」、淳子から「ザキくん」と呼ばれている。
本多太一（ほんだ たいち）
演 - 松本大志（S1 - S2）
刑事。階級は巡査部長。普段からあまり喜怒哀楽を表には出さないタイプだが、仕事は真面目。
世条匠（よじょう たくみ）
演 - 松島聡（Sexy Zone）（SP2 - ）
経歴：警視庁神楽坂警察署神楽坂交番
→ 警視庁神楽坂警察署総務課留置管理係（SP2）
→ 警視庁新宿東警察署刑事課捜査一係（S3 - ）
刑事。階級は巡査長。警視庁神楽坂警察署総務課留置管理係にいたが、刑事となり新宿東署に配属された。
咲とは警察学校の同期。
須藤勇樹（すどう ゆうき）
演 - 白石隼也（SP2 - ）
刑事。階級は巡査部長。

#### 刑事課鑑識係
木地本淳子（きじもと じゅんこ）
演 - 余貴美子
鑑識係長。階級は警部補。鬼塚とは旧知の仲であり、類稀なる能力を持つ鬼塚の実力を認めている。鬼塚が司法係として係わる事件についての情報を伝える役割を持つ。鬼塚から「淳ちゃん」と呼ばれている。
郡司敏則
演 - 佐藤孝之
鑑識。

#### 署長
神啓太郎（じん けいたろう）
演 - 風間俊介
経歴：警視庁刑事部捜査第一課 管理官
→ 警視庁新宿東警察署刑事課刑事官（S1 - S2）
→ 警視庁刑事部捜査第一課 理事官（SP2）
→ 警視庁新宿東警察署署長（S3 - ）
階級：警視
刑事官として配属されてきたキャリア。卓越した捜査能力と記憶力を誇る鬼塚から捜査のノウハウを学ぶために配属された。
烏丸将司（からすま しょうじ）
演 - 勝野洋（S1）
署長。階級は警視正。常に新宿東警察署界隈が犯罪の温床になっていることを嘆いている。
東奏多（あずま かなた）
演 - 平岡祐太（S2）（幼少期：白髭善〈S2第1話〉）
署長。京都府警から配属されたキャリア。新宿出身だが、何故か幼い頃から新宿を嫌っているようで、鬼塚が捜査に口を出すのを嫌がったり、妨害をしようとする。

### 警視庁刑事部捜査第一課
遠山咲（とおやま さき）
演 - 上白石萌音
経歴：警視庁新宿西警察署地域課地域総務係
→ 警視庁新宿東警察署刑事課司法係（S1 - SP3）
→ 警視庁刑事部捜査一課（SP3）
階級：巡査長 （階級的職位であって、階級ではない）
新宿西署から配属された刑事志望の女性。青木元の後任。鬼塚の部下としてともに任務に当たるが、刑事志望のため捜査意欲は十分で、司法係としての仕事より事件の捜査を望んでいる。刑事試験に合格後しばらくして捜査一課への配属が決まり念願の刑事となった。
十河正美（そごう まさみ）
演 - 宅麻伸（S1第1話・第4話・最終話）
捜査一課長。階級は警視正。鬼塚の下で捜査のノウハウを学ばせるために、啓太郎を新宿東警察署の司法係に配属させる。
鬼塚が刺される事件では容疑者の詳細を把握していたが自身の沽券に関わるため隠蔽していた。
若林修
演 - 尾上寛之（S1第1話・第6話・最終話）
経歴：警視庁新宿東警察署地域課早稲田交番
→ 警視庁刑事部捜査第一課（S1）
刑事。2017年6月まで交番勤務をしていたが、烏丸署長の推薦を受けて2017年7月に警視庁捜査一課に配属された。
2017年6月の交番勤務時代に、田沼行雄から通り魔事件のきっかけになった事故の被害届を受理していた。
丹羽勉
演 - 石川禅（S2第1話・第3話・第4話）
管理官。
阿部晃司
演 - 吉満寛人（SP2 / S3第1話・第3話）
管理官。

### 警察関係者
渡部悟
演 - 福澤重文（SP1 / S2第3話・第4話）
警視庁鑑識課。

### その他
青木元
演 - 石井正則（S1第1話・最終話）（幼少期：杉澤駿〈S1最終話〉）
経歴：警視庁新宿東警察署刑事課司法係（S1第1話）
→ 退職
階級は巡査部長。東京都北区赤羽在住。鬼塚から「ゲンちゃん」と呼ばれている。
認知票の入力と警視庁への送信を一人でやっていたが、鬼塚が司法係に配属される少し前に一身上の都合で退職する。
警視庁からの無線で青木が新宿駅で変死体として発見と連絡がくる。当初は青酸カリによる他殺だと思われていたが、捜査の結果自殺だった。
警察官時代、烏丸署長から新宿東署の街頭犯罪の件数を減らすよう圧力をかけられ、警視庁に送ることになっていた認知票を数年間で8000件以上破棄していた。そのことが原因で鬼塚が車椅子生活になったと思い、鬼塚の復帰と同時に退職した。当時は刑事を目指していた。
田沼行雄
演 - 金井勇太（S1第1話・最終話 / S3第6話）
早稲田通り魔事件の犯人。鬼塚を車椅子生活にした張本人。弁当屋「東西弁当」の元従業員。
通り魔事件を起こす半年前に職場近くで走ってきた人と接触して転倒する。腰椎が損傷し神経が傷つく。体調不良により仕事を休みがちになり弁当屋を解雇される。その後、自暴自棄となり人生を悲観して無差別傷害事件を起こす。現在は千葉刑務所の囚人。
森千夏
演 - 森矢カンナ（S1第1話・最終話）
弁当屋「東西弁当」の従業員。田沼の元同僚。父親の勇は工場の社長をしている。
自暴自棄となった田沼の人質になり殺されそうになるが鬼塚に助けられる。事件のショックで事件現場である職場へ行けなくなり、1か月後解雇される。その後引きこもるようになり、青酸カリで自殺しようとしたが父親に止められていた。
鬼塚昭路
演 - 鈴木将一朗（S1第4話・第6話）
鬼塚一路の亡き父。西新宿で町工場「鬼塚金属加工」を経営していた。

### 特別出演
樋口顕
演 - 内藤剛志（S2最終話）
警視庁捜査一課強行犯第三係一班。階級は警部。

### ゲスト
シーズン1 / スペシャル / シーズン2 / スペシャル2 / シーズン3 / スペシャル3

#### シーズン1（2019年）
第1話「"新宿を全て記憶"伝説の刑事が暴く殺人トリック!! 31年越しの復讐と杉のDNA? "昭和64年1月7日"に見た幻の神田川!?」
- 緑川江津子（宏夢の母） - 水野久美
- 飯村勇斗（安らぎ訪問ケアステーション 介護士） - 長谷川朝晴
- 黒澤昭夫（警視庁副総監） - 山田明郷
- 塚串治臣（31年前の殺人犯・サクラビル屋上から転落死） - 志村東吾
- 高坂恵（塚串の妹・ネイルサロン「ククナゴン」経営者） - 宗清万里子
- 水原（刑事） - 小玉丈貴
- 緑川宏夢〈18〉（31年前に塚串に殺される） - 神谷春樹
- サクラビル管理人 - 大久保運
- リポーター - 荒井沙織（S1最終話、SP1、S2第1話）
- 高尾勇次、佐藤大地

第2話「49人謎の白骨死体がロッカーに!? "緑と赤 染まる骨"トリック」
- 沢珠美（慶介の妹） - 床嶋佳子
- 磯島慶介（磯島質店 店主） - 吉満寛人（S1第1話）
- 篠村栄泉（愛光寺 住職） - 浜田晃
- 松井洋一（散骨業者「海洋散骨シーセレモ」社長） - 山本圭祐
- 篠村誠（栄泉と幾代の息子） - 尾関伸次
- 篠村幾代（栄泉の妻） - 吉田幸矢
- 磯島伸介（慶介と珠美の父・磯島質店 先代店主・5年前死亡） - 春延朋也
- 菊池聖子（散骨業者「海洋散骨シーセレモ」社員） - 三木くるみ
- 愛光寺檀家 - 浜田道彦、笹山ゆき乃
- 水商売の女性（新大久保のコインロッカーで管理業者を呼ぶ） - 国保裕子
- コインロッカー管理業者 - 安住啓太郎
- 久藤由紀（散骨業者「海洋散骨シーセレモ」社員） - 山本文香

第3話「黒幕は"専業主婦"復讐殺人&特殊サギ!! 逃走時間3分の謎!?」
- 小河原彩（主婦） - 菊池麻衣子（S1第2話）
- 高橋久美子（バー「ドリフト」の隣の小料理屋「瀧川」女将） - 寺田千穂
- 武藤啓二（警視庁新宿東警察署生活安全課 警察官） - 徳井優
- 牧村洋二（ゴールデン街の歌謡バー「マキ」店主） - 大石吾朗
- 林大樹（特殊詐欺の出し子） - 笠松将
- 小河原隆司（彩の夫） - 尾崎右宗
- ゴールデン街のバー「何となく」夜の店主 - ホリベン
- 川村絵美（傷害事件 被害者・荒木町のバー「ドリフト」ママ） - 早瀬マミ
- 西朗（警視庁新宿西警察署生活安全課） - 山口森広
- 鈴木慶子（荒木町 町内会長） - 松本海希
- 岩松精一（警視庁新宿西警察署生活安全課） - 田本清嵐
- 加藤麻衣（バー「何となく」昼の店主） - 小築舞衣
- 小酒井肇（ゴールデン街のバー「Marそんなかんじ…」店主） - 大野俊亮
- 佐伯由美（アイドル歌手） - 佐藤菜乃花
- 南怜奈（バー「ドリフト」ホステス） - 永島聖羅
- バー「Marそんなかんじ…」常連客 - 渡辺隆二郎、福井弘一
- 小河原美咲（隆司と彩の娘） - 藤野詩音

第4話「偽装殺人トリック!! 7千分の1の失踪者が犯人!? 消えたスマホ」
- 牧野智子（茂の30歳年下の妻） - 遊井亮子
- 牧野茂〈65〉（マキノ工務店 社長） - 河西健司（12歳：小島健生）
- グエン・ヴァン・ダット（マキノ工務店で働くベトナム人留学生） - ブイ・ギー（S1第3話）
- ビン・チュオン（マキノ工務店で働くベトナム人留学生） - グエン・ヒュウ
- 谷（広島の工場の社長） - 尾﨑祐司
- 福澤重文、小磯勝弥、白洲本樹、竹林文雄、木村友紀、後藤義典、杉莉々子、千葉琉史

第5話「寄席に逆立ち死体!? 深夜2時59分の血痕…"奇妙な形"の凶器」
- 橘亭昭平（落語家） - 相島一之（前座時代〈橘亭平八〉：秋元貴秀）
- 沢辺誠（和子の息子・昭平にうり二つの男） - 相島一之（二役）
- 沢辺和子〈84〉（翔の顧客） - 岩本多代
- 岡部吉郎（首都明和銀行新宿支店 営業開発部長・翔の上司） - 山田純大
- 瀬尾仁美（首都明和銀行新宿支店 営業開発部 行員・翔の同僚） - 馬渕英里何
- 手塚山翔〈26〉（首都明和銀行新宿支店 営業開発部 行員） - 山田悠介（S1第4話）
- 手塚山聡子（翔の母） - 栗田よう子
- 橘亭三昭（昭平の弟子） - 碓井将大
- 銀行員 - 向衣琴
- 寄席「角筈亭」お茶子 - 志村彩佳
- 「角筈亭」席亭 - 薄井伸一
- 飲食店従業員（遺体の第一発見者） - 和知大祐
- 入船辰之助、三遊亭伊織

第6話「"永久死体"の殺人トリック!? 白い帽子と1964年10月10日の謎」
- 榊原明子（勝昭の妹） - 丘みつ子（少女期：井東紗椰）
- 勝呂勝昭（ゴミ屋敷の住人・東京オリンピックの陸上10000mの元選手） - 綾田俊樹（青年期：佐藤俊彦）
- 高橋洋二（勝昭の近隣住人） - おかやまはじめ
- 加藤徹子（勝昭の大家） - 比企理恵
- 清水邦子（勝昭の近隣住人） - 渡辺志保
- 井上隆（新宿区役所区民相談センター 職員） - 立川志の太郎
- 真島辰則（窃盗の常習犯） - 高橋佑一郎
- 榊原大祐（明子の孫・水泳選手） - 松尾潤
- 若き勝昭の上司 - 白仁裕介
- 田村将人

最終話「353万人が目撃者!? "迷宮"新宿駅大捜索 警察官毒殺トリック」
- 森勇（モリ鍍金工場 社長・千夏の父） - 大友康平
- 国見明（モリ鍍金工場 従業員） - 湯江タケユキ
- 警察官 - 長谷川純
- 濱仲太、林正春

#### スペシャル（2020年）
「令和の女殺人鬼」
- 蒔田紀子（雄三の妻・旧姓「三浦」） - 大塚寧々
- 伊藤恵（正の妻） - 櫻井淳子
- 橘修平（警視庁捜査一課 管理官・警視） - 深澤辰哉
- 蒔田雄三（新宿マキタ製鋼 経営者） - 伊藤正之
- 蒔田優子（紀子と雄三の娘） - 凛美（幼少期：湯本柚子）
- 久住恵子（西新宿4丁目の紀子の元実家の隣人・豆腐店） - 岡まゆみ
- 鎌田光子（須賀町住民） - 渚あき
- 伊藤正（須賀町西消防団員・被害者） - 神保悟志
- 河北幸一（刑事） - 阿部丈二
- 飯沼（刑事） - 末原拓馬
- 佐伯宗春（須賀町西消防団員・俊春の父） - 潟山セイキ
- 佐伯俊春（須賀町西消防団員・被害者） - 岩城達也
- 和久田義男（須賀町西消防団員） - 世志男
- 伊藤亜希（正と恵の娘） - 川田秋妃（幼児期：サカイ愛理）

#### シーズン2（2020年）
第1話「町を記憶する名刑事VS昭和から来た殺人犯!? "改元サギ"が奪った100万円と母子の愛…機械時計のトリック」
- 吉村志保（1年前の改元詐欺の被害者） - 藤田弓子
- 吉村聡（会社員・志保の息子） - 弓削智久
- 辻真澄（四谷辻不動産 社長） - 諏訪太朗
- 市原卓也（バイク窃盗容疑者） - 岩上隼也
- 松本勇吾（1年前のバイク盗難被害者） - 樫尾篤紀
- 志保の近隣住民 - 上地春奈
- 四谷辻不動産 社員 - 植田萌

第2話「イチゴまみれ死体!? 消えた犯行ルート77キロ "白い指紋"の殺意」
- 土岐礼二（遺体の第一発見者。新宿植物園 温室 苺担当職員・元日本農業試験場 苺品種改良職員） - 石橋保（S2第1話）
- 沢田博（埼玉農業研究所 職員） - 林泰文
- 財部英太（埼玉農業研究所 職員） - 遠山俊也
- 三河島隆（三河島農園 園長） - 阪田マサノブ
- 立ち番警官 - 藤原智之（第3話・第4話）
- 新宿植物園 職員 - 影山祐子

第3話「刑事2人連続毒殺!! 7色のお守りに秘めた"アイシテル"の謎」、第4話「"透明"の殺人鬼!! 22時59分…夜景が暴くトリック」
- 北村紗枝（警視庁サイバー犯罪対策課北村班 班長） - 田中美奈子
- 林友治（新宿Iシティセンター 管理部長） - 梶原善
- 佐山正（警視庁サイバー犯罪対策課北村班・警部補） - マギー
- 室園香奈枝（区役所 都市開発課長） - 野村真美
- 巽勇作（警視庁サイバー犯罪対策課北村班） - 仁科貴
- 深水誠（警視庁サイバー犯罪対策課北村班） - 二反田雅澄
- 八木信伺（ソーラー電機株式会社 太陽光発電事業部長） - 永山たかし
- ニュースキャスター - 道岡桃子
- 楓ママ（新宿二丁目の重鎮） - 真島茂樹（第3話のみ）
- 小林幸人（警察署の見学に来た少年） - 加藤憲史郎（第3話のみ）
- 冲方裕也（ゲイバー「Hassy」ママ） - 岩崎う大（第3話のみ）
- アリサ（新宿二丁目ニューハーフバー「レヴ」のママ・佐山を介抱しようとした） - 槙尾ユウスケ（第3話のみ）
- ユーヤ・エキセントリクス（ショーパブ「Baccano」ダンサー） - バブリーナ（GAYSHA GALs）（第3話のみ）
- ショーパブ「Baccano」ダンサー - バンザイきょう子、穴野しる子（共にGAYSHA GALs）（共に第3話のみ）
- ショーパブ「Baccano」ママ - 桑本直美（第3話のみ）

第5話「"同時多発"誘拐!? 293年前の石像が暴く容疑者5人の殺意!」
- 塚原栄治（総合輸入ジャパン 社長） - 田山涼成
- 加山静男（警視庁渋谷北警察署 生活安全課 保安係長） - 羽場裕一
- 佐久間礼子（笠井の元妻） - 遠藤久美子
- 佐久間洋二（礼子の夫） - 波岡一喜
- 笠井由紀夫（総合輸入ジャパン 従業員・10年前の谷中石材店殺人事件の犯人） - 大西武志
- 浦部真人（谷中石材店の従業員・10年前笠井に殺害される） - 44北川
- 佐久間蓮（笠井と礼子の息子・名門私立小学校 生徒） - 小林未来
- 佐久間颯太（誘拐未遂に遭った少年・名門私立小学校 生徒） - 神尾優典
- 少年（颯太の友だち） - 山下光琉

第6話「殺人高速バス467キロ 12番目の客が消えた!? 空白7分」、最終話「容疑者20人の迷宮!! 殺人バス…100万円のトリック」
- 石場光子（弁護士） - 釈由美子
- 水之江洋一（いけうち観光 社長） - 宮川一朗太
- 志田茂（いけうち観光 バス運転手） - 佐戸井けん太
- 志田聖子（茂の妻） - 藤田朋子
- ワイドショーMC - 登坂淳一
- 斎藤美羽（バス事故の生存者） - 三浦理奈
- 茗荷崎健也（いけうち観光 バス運転手） - 加瀬信行
- 鷲村暁（山越総合病院 精神科医） - 美智
- リポーター - 松本洋一
- ニュースキャスター - 舘谷春香（声のみ）
- 池内幸三（いけうち観光 前社長） - 大石吾朗（第6話のみ）
- 警視庁新宿東警察署 生活安全課長 - 立川志の太郎（第6話のみ）
- 被害者遺族 - 三宮竹史（第6話のみ）
- 街頭インタビューされる男性 - 福井俊太郎（GAG）（第6話のみ）
- 街頭インタビューされる女性 - あいだあい（第6話のみ）
- 小山田薫（警察庁 長官官房 人事課長） - 大和田伸也（最終話のみ）
- 竹実孝典（いけうち観光 元バス運転手） - 東根作寿英（最終話のみ）
- 佐々木美和子（いけうち観光 元バス運転手） - 長谷川真弓（最終話のみ）
- 金慶珠（コメンテーター） - 本人（最終話のみ）
- 街頭インタビューされる男性 - 坂本純一（現・SJ、GAG)（最終話のみ）
- 岡本郁美（竹実の元妻） - 阿達由香（最終話のみ）
- 竹実の母親の菩提寺の住職 - 伊東潤（最終話のみ）
- 外科医 - 西村誠治（最終話のみ）
- 街頭インタビューされる女性 - 松本祥佳（最終話のみ）

#### スペシャル2（2022年）
- 安藤圭子（弘道の妻） - 筒井真理子
- 英祥太（東京中央日報 記者） - 窪塚俊介（11歳：前川伊織）
- 杉浦香織（首都圏テレビ 報道部記者） - 東風万智子（10歳：太田結乃）
- 安藤弘道（矢来神社 宮司） - 須田邦裕
- 沢勝則（矢来神社 禰宜） - 石井智也（少年時代：山田暖絆 / 青年時代：林一太朗）
- 柊宗次郎（矢来神社 総代） - 有福正志
- 五十渕春雄（元暴力団員） - 重松隆志
- 末次亮一（機動捜査隊 刑事） - 池田努
- 岩井明日花（矢来神社 巫女） - 永島聖羅
- 蒔田俊秀（警視庁神楽坂警察署 署長） - 後藤凌二
- 牧村猛（警視庁捜査一課 刑事） - 岩戸秀年
- 武藤省吾（警視庁捜査一課 警部補） - 渡辺隆二郎
- 宮永圭（警視庁神楽坂警察署 刑事課長・警視） - 田村将人
- 財前（警視庁神楽坂警察署 副署長） - 秋山博康
- 英真知子（祥太の母・34年前死亡） - Yoshiko
- 英（祥太の父・真知子の夫・34年前に香織の母と駆け落ち） - 武西義敬
- 杉浦（香織の母・34年前に祥太の父と駆け落ち） - 小暮智美

#### シーズン3（2022年）
第1話「新宿の連続爆破事件に街を記憶する名刑事が挑む! "本妻VS愛人"不倫の代償?生命保険金600万の完全犯罪」
- 島谷ゆり子（辰雄の妻） - 中山忍
- 友川誠（島谷火工 工員） - 勝村政信（S3第2話）（昭和63年時：瀬川聖）
- 甲野真奈美（スナック「まなみ」ママ・辰雄の愛人） - 吉井怜
- 島谷辰雄（島谷火工 社長） - 住田隆
- 和久剛（島谷火工 工員） - 古河耕史
- 綿吹清二（島谷火工 元工員） - 石田佳央
- 甲野哲也（真奈美の夫） - 大橋てつじ
- 特捜本部刑事課長 - 加瀬信行（S3第3話・第4話・第5話・第6話 / SP3）
- 松原香苗（甲野哲也と逃避行した看護師） - 真下玲奈
- 居酒屋店主 - 酒井健太郎
- 古田健太郎（ビバライフ生命保険・調査員） - 新田健太
- 辰雄に殴られる金融会社の営業社員 - 三遊亭遊子
- 伊豆の別荘を売りつける銀行員 - 柳谷参助

第2話「4年目の殺人告白! "消えた遺体"の謎」
- 友川和子（誠と卓の母） - 山口果林
- 友川卓（誠の弟） - 矢柴俊博
- 馬場克己（介護士） - 水橋研二
- 鈴木麻子（新宿区役所・社会福祉課） - 宗清万里子
- 北村昭二（「おふくろ食堂」・店主） - 外波山文明
- 友川（誠と卓の父・17年前死亡） - 朝日昇
- 増田修（スーパー「ますだや」店長） - 立花伸一

第3話「"嘘つき"は誰だ? 3人の殺人容疑者!」
- 酒井拓（飲食店オーナー） - 堀井新太（S3第2話）
- 井乙女舞（酒井の元恋人） - 渡辺早織
- 岩崎優斗（会員制バー経営・酒井の下の階に住んでいた住人） - 岡野一平
- 木村綾香（岩崎の恋人） - 小築舞衣
- 長谷部真（井乙女舞の現在の同棲相手） - 藤田智大
- 警官（5年前の遠山咲の同僚） - 石山和史
- 捜査一課刑事 - 島崎義久
- 捜査一課刑事 - あらいはんぱ
- 三沢勇章（会員制バーの常連客） - 西洋亮
- 倉田大輔（会員制バーの常連客） - 吉田和正

第4話「親友が謎の転落死…走れ! 新宿大追跡!!」
- 葛見健次郎（不動産会社「KT創業」社員・世条匠の高校時代の友人） - 土屋神葉（S3第3話）
- 新谷淳（「KT創業」課長・健次郎の上司） - 大浦龍宇一
- 増山貞夫（「KT創業」係長・健次郎の上司） - 大高洋夫
- 佐伯直海（「KT創業」元社員） - 少路勇介（S3第5話・第6話）
- 桜庭信一郎（住吉町レジデンス建設反対派住民代表） - 並樹史朗
- 久保敬子（住吉町レジデンス建設反対派住民） - 水木薫
- 葛見光子（健次郎の母親） - 栗田よう子
- 管理官 - 田村将人（S3第5話・第6話）
- 若槻完（「KT創業」社員） - 鬼倉龍大
- 葛見健一（健次郎の父親） - 中脇樹人
- 桂美咲（死体の第1発見者） - あいだあい

第5話「追跡! 無差別傷害犯 新宿トライアングルに封鎖せよ」、第6話「"警察銃撃"の謎! 6人だけの捜査本部」
- 諏訪和彦（警視庁新宿東警察署西早稲田交番・主任・巡査部長） - 金田明夫
- 森麻美（警視庁捜査一課・管理官） - 久世星佳
- 矢井田修（警視庁新宿東警察署西早稲田交番・巡査） - 西山潤
- 石村隆（警視庁新宿東警察署西早稲田交番・巡査長） - 清水優
- 猿渡栄泉（警視庁新宿東警察署・地域課長） - 岩本淳
- 弘原海彬（警視庁捜査一課・巡査部長） - 吉成浩一
- 宗川智治（警視庁捜査一課・巡査部長） - 藤原智之

最終話「最後の事件〜1968年 新宿騒乱と親子の絆」
- 沢昭子（ゴールデン街・スナック「HIDE」ママ） - 沢田亜矢子（昭和43年時：森岡里世）
- 阿武隈悟（「焼き鳥・てっちゃん」店主・哲の息子） - 西村和彦（S3第6話）
- 金城喜一（「焼き鳥・てっちゃん」常連客） - 大林丈史（学生時代：黒田大翔）
- 二見佐喜雄（元機動隊員） - 山本紀彦
- 松山伝次郎（「デリバリー・ゴー」会長・元機動隊員） - 小田桐一（青年期：杉山宗賢）
- 藤井英子（スナック「二葉」ママ） - 小柳友貴美
- 松山洋子（伝次郎の妻） - 川島美津子
- 金城恵理子（喜一の妻） - 大橋芳枝
- 阿武隈哲（「焼き鳥・てっちゃん」元店主・最近病死） - 高桑満（S3第6話）
- 阿武隈悦子（哲の妻・悟の継母・平成24年病死） - 髙橋かすみ
- 松山剛（「デリバリー・ゴー」社長・伝次郎と洋子の息子） - 紺野ふくた

#### スペシャル3（2025年）
- 臼井裕美（ジェイク法律事務所 弁護士） - 佐津川愛美
- 矢部優介（7年前の四季の路傷害致死事件の服役囚・研育出版 元社員） - 袴田吉彦
- 矢部奈央子（矢部優介の妻） - 橋本マナミ
- 深町圭子（新宿ゴールデン街「マ・ヤン」ママ） - 高橋かおり
- 戸倉英明（戸倉不動産 社長） - モロ師岡
- 才谷春雄（タクシー運転手・7年前の四季の路傷害致死事件の被害者） - 村松利史
- 甲斐永次（警視庁第四方面本部長・警視正） - 飯田基祐
- 担当者（タクシー会社 つのはず自動車） - 松澤一之
- 井山明日花（毎朝日報社 社会部記者） - 秋山ゆずき
- オーナー（彫金店「Shin's SCULPTURE」） - 高山璃子
- 元上司（研育出版の矢部優介の元上司） - 志村東吾
- 刑務官 - 松尾渉平
- 職員（法テラス） - 藤堂海
- 記者 - 渡部克哉
- 客引き - Andy S、Apollo、Rudy F

## スタッフ
- 脚本 - 櫻井武晴[2]
- 主題歌
  - シーズン1 - Toshl 『幸せのちから』（Virgin Music）[141]
  - シーズン2 - THE ALFEE『Joker -眠らない街-』[142]、スターダスト☆レビュー「はっきりしようぜ」
  - シーズン3 - THE ALFEE『Circle of Seasons』[143]
- 監督 - 塚本連平、白川士
- ナレーター - 斉藤茂一（S1最終話 - S2）
- 警察監修 - 尾崎祐司
- 医療監修 - 中澤暁雄
- アクションコーディネーター - 諸鍛冶裕太
- VFX -racias
- 技術協力 - WING-T
- 美術協力 - フジアール
- チーフプロデューサー - 濱谷晃一（テレビ東京 / S1 - S3）、中川順平（テレビ東京 / SP2 - ）[注 11]
- プロデューサー - 浅野太（テレビ東京 / S1 - S2）、倉地雄大（テレビ東京 / SP - S2）、井上竜太（ホリプロ / S1 - SP2）、川島永次（ホリプロ）、小池裕二（ホリプロ / SP3）
- 制作 - テレビ東京、BSテレ東、ホリプロ

## 放送日程

### シーズン1
- 2019年1月18日 - 3月1日、全7話。
- 第1話は20時から21時48分の54分拡大SP。

| 話数                                                                        | 放送日        | ラテ欄 | 監督     | 視聴率 |
| --------------------------------------------------------------------------- | ------------- | --- | -------- | ------ |
| 第1話                                                                       | 2019年1月18日 | "新宿を全て記憶"伝説の刑事が暴く殺人トリック!! 31年越しの復讐と杉のDNA?“昭和64年1月7日”に見た幻の神田川!? | 塚本連平 | 8.3%   |
| 第2話                                                                       | 1月25日       | 49人謎の白骨死体がロッカーに!? "緑と赤 染まる骨"トリック                                                  | 塚本連平 | 6.8%   |
| 第3話                                                                       | 2月01日       | 黒幕は"専業主婦" 復讐殺人&特殊サギ!! 逃走時間3分の謎!?                                                    | 白川士   | 6.2%   |
| 第4話                                                                       | 2月08日       | 偽装殺人トリック! 7千分の1の失踪者が犯人!? 消えたスマホ                                                   | 白川士   | 6.5%   |
| 第5話                                                                       | 2月15日       | 寄席に逆立ち死体!? 深夜2時59分の血痕…"奇妙な形"の凶器                                                     | 塚本連平 | 6.6%   |
| 第6話                                                                       | 2月22日       | "永久死体"の殺人トリック!? 白い帽子と1964年10月10日の謎                                                   | 白川士   | 7.4%   |
| 最終話                                                                      | 3月01日       | 353万人が目撃者!? "迷宮"新宿駅大捜索 警察官毒殺トリック                                                   | 塚本連平 | 6.8%   |
| 平均視聴率 6.9%（視聴率はビデオリサーチ調べ、関東地区・世帯・リアルタイム） |               | |          |        |

### スペシャル1
| 話数        | 放送日        | サブタイトル   | ラテ欄 | 監督     |
| ----------- | ------------- | -------------- | --- | -------- |
| スペシャル1 | 2020年7月27日 | 令和の女殺人鬼 | シリーズ待望新作! "令和の女殺人鬼"VS街を記憶する伝説刑事 集団毒殺…完全犯罪を暴く昭和64年の真実! 2つの結婚指輪の嘘 | 塚本連平 |

### シーズン2
- 2020年10月23日 - 12月4日、全7話。
- 第1話は20時から21時48分の54分拡大SP。

| 話数   | 放送日         | ラテ欄                                                                                          | 監督     |
| ------ | -------------- | ----------------------------------------------------------------------------------------------- | -------- |
| 第1話  | 2020年10月23日 | 町を記憶する名刑事VS昭和から来た殺人犯!? "改元サギ"が奪った100万円と母子の愛…機械時計のトリック | 塚本連平 |
| 第2話  | 10月30日       | イチゴまみれ死体!? 消えた犯行ルート77キロ "白い指紋"の殺意                                      | 塚本連平 |
| 第3話  | 11月06日       | 刑事2人連続毒殺!! 7色のお守りに秘めた"アイシテル"の謎                                           | 白川士   |
| 第4話  | 11月13日       | "透明"の殺人鬼!! 22時59分…夜景が暴くトリック                                                    | 白川士   |
| 第5話  | 11月20日       | "同時多発"誘拐!? 293年前の石像が暴く容疑者5人の殺意!                                            | 塚本連平 |
| 第6話  | 11月27日       | 殺人高速バス467キロ 12番目の客が消えた!? 空白7分                                                | 白川士   |
| 最終話 | 12月04日       | 容疑者20人の迷宮!! 殺人バス…100万円のトリック                                                   | 白川士   |

### スペシャル2
| 話数        | 放送日        | ラテ欄 | 監督   |
| ----------- | ------------- | --- | ------ |
| スペシャル2 | 2022年6月20日 | 令和の放火殺人鬼VS街を記憶する名刑事! 34年間…炭化した蛇の指輪と骨の傷痕の謎!! 神楽坂の炎が引き裂く昭和と平成2人の母 | 白川士 |

### シーズン3
- 2022年11月4日 - 12月16日 、全7話[注 12]。
- 第1話は20時から21時48分の54分拡大SP。

| 話数   | 放送日         | ラテ欄                                                                                          | 監督     |
| ------ | -------------- | ----------------------------------------------------------------------------------------------- | -------- |
| 第1話  | 2022年11月04日 | 新宿の連続爆破事件に街を記憶する名刑事が挑む! "本妻VS愛人"不倫の代償? 生命保険金600万の完全犯罪 | 白川士   |
| 第2話  | 11月11日       | 4年目の殺人告白! "消えた遺体"の謎                                                               | 白川士   |
| 第3話  | 11月18日       | "嘘つき"は誰だ? 3人の殺人容疑者!                                                                | 塚本連平 |
| 第4話  | 11月25日       | 親友が謎の転落死…走れ! 新宿大追跡!!                                                             | 白川士   |
| 第5話  | 12月02日       | 追跡! 無差別傷害犯 新宿トライアングルに封鎖せよ                                                 | 塚本連平 |
| 第6話  | 12月09日       | "警察銃撃"の謎! 6人だけの捜査本部                                                               | 塚本連平 |
| 最終話 | 12月16日       | 最後の事件〜1968年 新宿騒乱と親子の絆                                                           | 塚本連平 |

### スペシャル3
| 話数        | 放送日        | ラテ欄                                                                                 | 監督   |
| ----------- | ------------- | -------------------------------------------------------------------------------------- | ------ |
| スペシャル3 | 2025年3月10日 | 鬼塚が逮捕した犯人に冤罪疑惑!! 新宿東署最大の危機! 令和、平成、昭和3つの時代をまたぐ謎 | 白川士 |